# 馮友蘭
馮 友蘭（ふう ゆうらん、拼音: Féng Yǒulán、簡体字: 冯友兰、1895年12月4日（光緒21年10月18日） - 1990年11月26日）は、20世紀中国の哲学者。中国哲学史研究の第一人者。現代新儒家の一人。字は芝生（しせい）。堂号は三松堂。

## 生涯
1895年、河南省南陽府唐県に生まれる。1915年、北京大学中国哲学門に入学し、1919年からコロンビア大学大学院に留学する。当時のコロンビアの哲学は新実在論の影響が強く、馮友蘭はウィリアム・ペパレル・モンタギュー、W.ピトキンの教えを受け、新実在論を受容した。1923年、デューイの指導のもと、哲学博士号を取得。
1923年、中国に帰国し、中州大学（現在の河南大学）教授を務める。1925年、広東大学教授を経て、1926年、燕京大学に招聘されて移籍。1928年、清華学校が国立清華大学に改編されるにあたり、馮友蘭は哲学教授として招聘され、以降長く清華大学で教鞭を執る。清華大学の哲学科には旧友金岳霖も教鞭を執っていた。日中戦争期は西南聯合大学に参加。1946年、ペンシルベニア大学に招聘される。
1952年、中華人民共和国政府による全国的な大学再編（zh:中国高等院校院系調整）により、清華大学が理科系大学に特化した事により、北京大学教授に移る。1950年代から文革期には、民国期の自著を自己批判したり、観念論者として批判されたりした。しかし文革が批林批孔運動にさしかかる頃には文革派の保護を受け、文革に協力した。この点が死後彼の評価を巡る問題点の一つとなった。1990年、死去。

## 家族・親族
- 馮臺異（中国語版） - 父、清の崇陽知県
- 馮景蘭 - 弟、地質学者
- 馮沅君 - 妹、中国文学者

## 主な著書
- 『一種人生観』（1924年）
- 『人生哲学』(1926年) - 学位論文の中国語への自訳
- 『中国哲学史』上下巻（1934年） - 『清華大学叢書』の1冊。胡適の『中国哲学史大綱』と並ぶ中国人自身の手になる中国哲学史の筆頭。
  - 英語全訳: A History of Chinese Philosophy, translated by Derk Bodde（英語版）, Princeton University Press (上巻1937年[2]、上下巻1952年[2]、改版1983年) ISBN 0-691-02021-3
  - 英語抄訳: A Short History of Chinese Philosophy（英語版、中国語版）, 自訳（1948年）
  - 日本語部分訳: 『支那古代哲学史』柿村峻訳、冨山房（1942年）NDLJP:1258931
  - 日本語部分訳: 『中国哲学史 成立篇』柿村峻・吾妻重二共訳、冨山房（1995年）ISBN 4572009023（上巻の全訳、上記1942年訳の改訳）
- 『新理学』（1939年）
- 『新事論』（1940年）
- 『新世訓』（1940年）
- 『新原人』 (1943年)
- 『新原道』（1945年）
- 『新知言』 (1946年)
- 『中国哲学史論文集』（1958年）
- 『四十年的回顧』（1959年）
- 『三松堂自序』 (1984年)
  - 日本語訳: 『馮友蘭自伝』全2巻、吾妻重二訳、平凡社東洋文庫（2007年）ISBN 4582807674
- 『中国哲学史新編』全7巻 - 1964年、マルクス主義の観点から『中国哲学史』を書き直すという名目で1・2巻を出版[3]。文革終了後の1982年第1巻修訂版刊行皮切りに、1989年第6冊まで刊行。死後第7冊の完成原稿が遺されたが、中国では正式に出版されていない。1992年香港で『中国現代哲学史』の名で刊行され、人民共和国内でもこの書名で流通している。
  - 日本語訳: 『新編中国哲学史』全2巻、森下修一訳、林書店（1966年）、NDLJP:2970969
- 『三松堂全集』初版全十四巻（1985－1995）